# さよなら、アドルフ
『さよなら、アドルフ』（Lore）は、ケイト・ショートランド監督・脚本、ロビン・ムケルジー脚本、UKフィルム・カウンシル出資による2012年のオーストラリア・ドイツの戦争映画である。原作はレイチェル・シーファーの小説『暗闇のなかで』に入っている「Lore」である。
第85回アカデミー賞外国語映画賞にはオーストラリア代表として出品されたが、最終選考9作品には残らなかった。

## あらすじ
14歳のローレは、ナチス高官の父と母、そして妹と双子の弟、生まれて間もない乳飲み子の弟ら、家族7人で何不自由ない幸せな生活を送っていた。1945年ドイツは敗戦し、ローレの境遇は一変する。家族を田舎の農家の元に疎開させたあと、父の行方は分からなくなり、やがて母も、出頭要請によりローレ達の元を去る。「私が戻らない時は、おばあちゃんの所へ身を寄せなさい」。母は帰らず、農家からも追い出される羽目になったローレは、幼い兄弟達を連れ、はるか900キロ離れた祖母の家へと過酷な旅に出かける。道中、ローレはナチスのユダヤ人へのホロコーストの事実を知り、今までの価値観を根底から覆される。そんな彼女達を危機から救ったのは、皮肉にもユダヤ人の青年、トーマスだった。トーマスを加えた一行は今やソ連に支配されたハンブルクへ危険な旅を続ける。

## キャスト
- サスキア・ローゼンダール - ローレ
- カイ・マリーナ - トーマス
- ネレ・トゥレープス - リーゼル
- ウルシーナ・ラルディ - ローレの母
- ハンス＝ヨッヘン・ヴァーグナー - ローレの父

## 公開
オーストラリア・プレミアは2012年6月にシドニー映画祭で行われた。国際プレミアは同年8月にロカルノ国際映画祭で行われた。